# Pogonortalis howei
Pogonortalis howei är en tvåvingeart som beskrevs av Paramonov 1958. Pogonortalis howei ingår i släktet Pogonortalis och familjen bredmunsflugor. Inga underarter finns listade i Catalogue of Life.